# Bátony (Románia)
Bátony románul: Batin, falu Romániában, Erdélyben, Kolozs megyében.

## Fekvése
Déstől délkeletre fekvő település.

## Története
Bátony nevét 1405-ben említette először oklevél Bathon néven (Kádár II. 136).
Későbbi névváltozatai: 1808-ban Báton, Battendorf ~ Betendorf, Batyin, 1861-ben Báton, Batin, 1888-ban Báton és KisBáton, 1913-ban Bátony.
1456-ban a Bánffy és Váradi családok birtoka volt, de a Bánffyaktól Mátyás király hűtlenség címén elvette és Vingárdi Geréb Jánosnak, Erdély alkormányzójának adományozta, 1458-ban ide be is iktatta. Tőlük 1463-ban azonban megint az előbbi tulajdonosok birtokába került, majd a királyra szállt.
1457-ben Bathon néven Bálványos vár tartozékaként említették; fele-fele részébe új birtokosai: Várdaiak és L. Dezsőfiak voltak.
1467-ben aztán Mátyás király a váradi püspöknek és utódainak adományozta.
1553-ban Szamosújvár tartozéka, ahonnan 1594-ben Mindszenti Benedek kezébe került kinek még 1607-ben is birtoka volt. Rákóczi Zsigmond kápolnai Bornemisza Boldizsárnak Patocsi Annától való fiát Zsigmondot, valamint Bánffy Boldizsár Patocsi Erzsébettől való leányát Margitot, Allya Farkasnét, Annát Mindszenti Benedeknét, Juditot Szikszay Györgynét és Borbarát Huszár Istvánnét itteni részükben megerősítette.

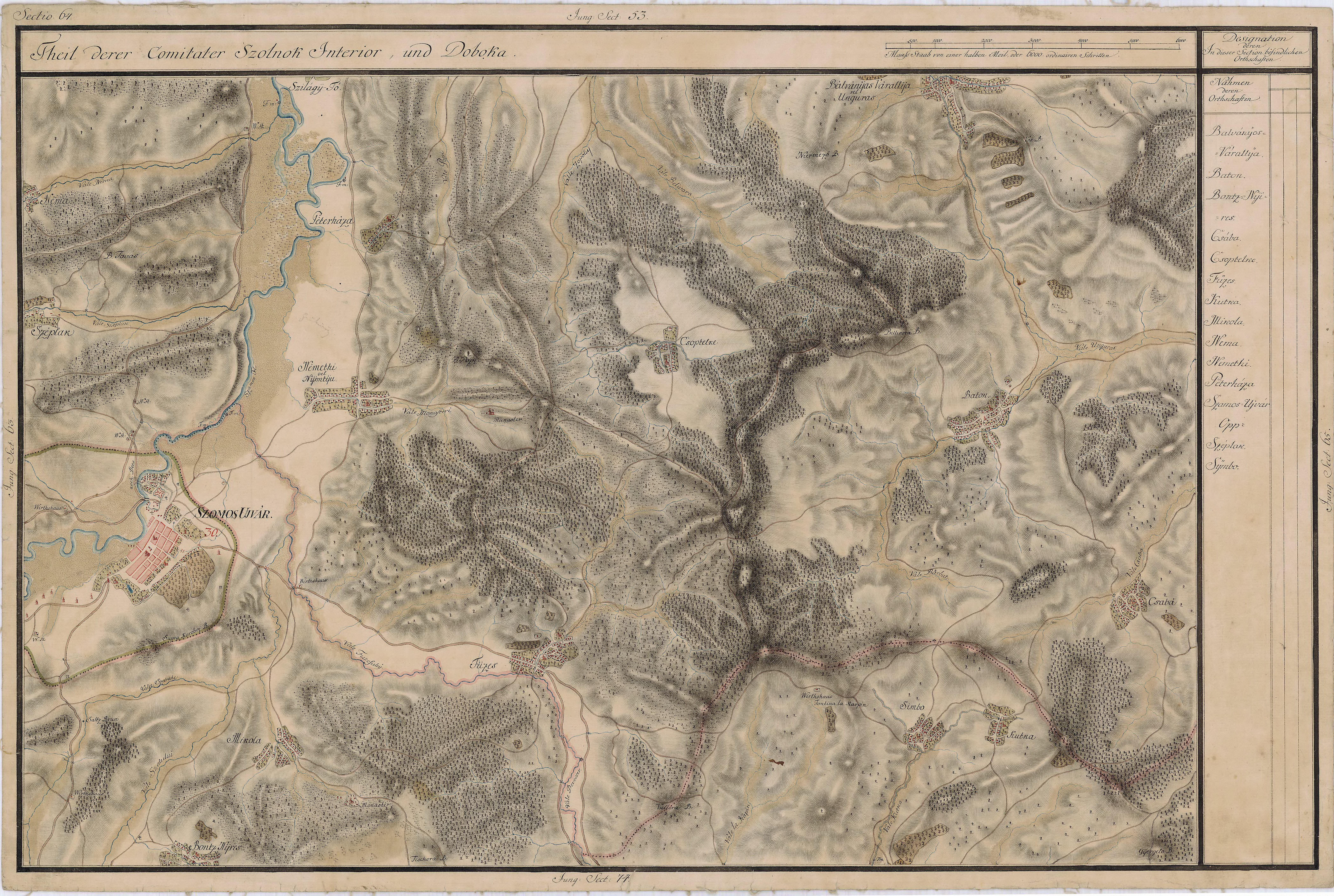
Bátony egy régi térképen

1630-ban birtokosa Mindszenti Gábor, akiről 1658-ban özvegyére szállt, akinek itt 11 adófizető jobbágya volt.
1664-ben birtokosa Mindszenti Erzsébet, Mindszenti Gábor leánya, Kapy Gáborné, 1694-ben pedig Apor Péter és a Jábróczkyak birtoka volt.
1829-ben báró Kemény, Huszár, Perényi, gróf Lázár és Haller, Jábróczky, Alsó, Jékei és Keresztúri családok birtoka volt (Monor, Sajó stb.) a kincstár által katonásított birtokaikért cserébe kapott jogon.
A trianoni békeszerződés előtt Szolnok-Doboka vármegye Kékesi járásához tartozott.

## Nevezetességek
- Régi görögkatolikus fatemploma - 1732-ben épült.